# Balmoral–Saint-Maure
Pour les articles homonymes, voir Balmoral et Maure.
Balmoral–Saint-Maure est un village du comté de Restigouche, au nord de la province canadienne du Nouveau-Brunswick. Le village a le statut de DSL sous le nom légal de Balmoral-St. Maure. Dans le cadre de la réforme de la gouvernance locale du 1er janvier 2023, le DSL a été annexé à la nouvelle ville de Bois-Joli.

## Toponyme

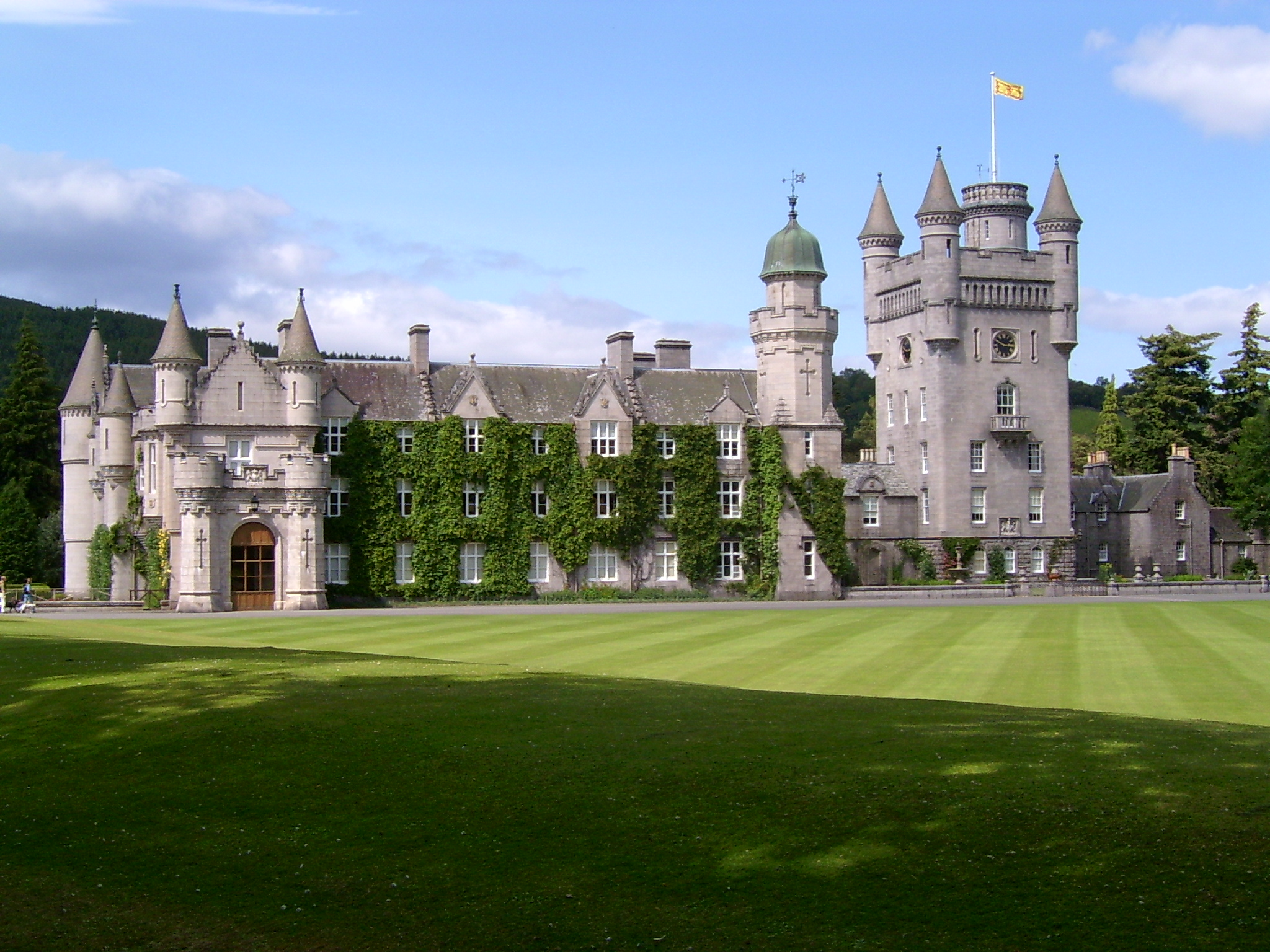
Le château de Balmoral.

Le nom Balmoral fut donné par les colons écossais en référence au château de Balmoral. Saint-Maure s'appelait à l'origine Queen Anne Settlement.

## Géographie
Le village s'étend le long du chemin Saint-Maure, au sud de Balmoral et à environ 25 kilomètres de route au sud-est de Campbellton.
Le sous-sol de Balmoral–Saint-Maure est composé de roches sédimentaires marines clastiques d'eaux peu profondes du groupe de Chaleur, datant du Silurien inférieur (424 à 441 millions d'années).
Balmoral–Saint-Maure est généralement considérée comme faisant partie de l'Acadie.

## Histoire
Balmoral–Saint-Maure est situé dans le territoire historique des Micmacs, plus précisément dans le district de Gespegeoag, qui comprend le littoral de la baie des Chaleurs. Ce territoire était revendiqué d'abord par les Iroquois et ensuite seulement par les Mohawks.
Saint-Maure est apparemment une expansion de l'établissement de Balmoral.

## Démographie
(juillet 2016).
D'après le recensement de Statistique Canada, il y avait 136 habitants en 2006, comparativement à 166 en 2001, soit une baisse de 18,1 %. Le village compte 61 logements privés dont 55 occupés par des résidents habituels. Balmoral–Saint-Maure a une superficie de 11,17 km2 et une densité de population de 12,2 habitants au km² .
| 2001 | 2006 | 2011 | 2016 |
| ---- | ---- | ---- | ---- |
| 166  | 136  | 147  | 148  |

| 2021 | - | - | - |
| ---- | - | - | - |
| 156  | - | - | - |

## Économie
Entreprise Restigouche a la responsabilité du développement économique.

## Administration

### Comité consultatif
En tant que district de services locaux, Balmoral–Saint-Maure est administré directement par le Ministère des Gouvernements locaux du Nouveau-Brunswick, secondé par un comité consultatif élu composé de cinq membres dont un président.

### Commission de services régionaux
Balmoral–Saint-Maure fait partie de la Région 2, une commission de services régionaux (CSR) devant commencer officiellement ses activités le 1er janvier 2013. Contrairement aux municipalités, les DSL sont représentés au conseil par un nombre de représentants proportionnel à leur population et leur assiette fiscale. Ces représentants sont élus par les présidents des DSL mais sont nommés par le gouvernement s'il n'y a pas assez de présidents en fonction. Les services obligatoirement offerts par les CSR sont l'aménagement régional, l'aménagement local dans le cas des DSL, la gestion des déchets solides, la planification des mesures d'urgence ainsi que la collaboration en matière de services de police, la planification et le partage des coûts des infrastructures régionales de sport, de loisirs et de culture; d'autres services pourraient s'ajouter à cette liste.

### Représentation
Nouveau-Brunswick: Balmoral–Saint-Maure fait partie de la circonscription de Dalhousie—Restigouche-Est, qui est représentée à l'Assemblée législative du Nouveau-Brunswick par Donald Arseneault, du parti libéral. Il fut élu en 2010.
 Canada: Balmoral–Saint-Maure fait partie de la circonscription fédérale de Madawaska—Restigouche, qui est représentée à la Chambre des communes du Canada par Jean-Claude D'Amours, du Parti libéral. Il fut élu lors de la 38e élection générale, en 2004, puis réélu en 2006 et en 2008.

## Vivre à Balmoral–Saint-Maure
Balmoral–Saint-Maure fait partie du sous-district 2 du district scolaire Francophone Nord-Est. Les écoles les plus proches sont à Balmoral et à Dalhousie.
La collecte des déchets et matières recyclables est effectuée par la Commission de gestion des déchets solides de Restigouche. L'aménagement du territoire est de la responsabilité de la Commission d'urbanisme du district de Restigouche. Le détachement de la Gendarmerie royale du Canada le plus proche est à Dalhousie. Cette ville dispose du Centre de santé communautaire Saint-Joseph et d'un poste d'Ambulance Nouveau-Brunswick. Le bureau de poste le plus proche est quant à lui à Balmoral.
Les francophones bénéficient du quotidien L'Acadie nouvelle, publié à Caraquet, ainsi qu'à l'hebdomadaire L'Étoile, de Dieppe. Ils ont aussi accès à l'hebdomadaire L'Aviron, publié à Campbellton. Les anglophones bénéficient des quotidiens Telegraph-Journal, publié à Saint-Jean ainsi que de l'hebdomadaire Campbellton Tribune, de Campbellton.